# آبشار دوقلو

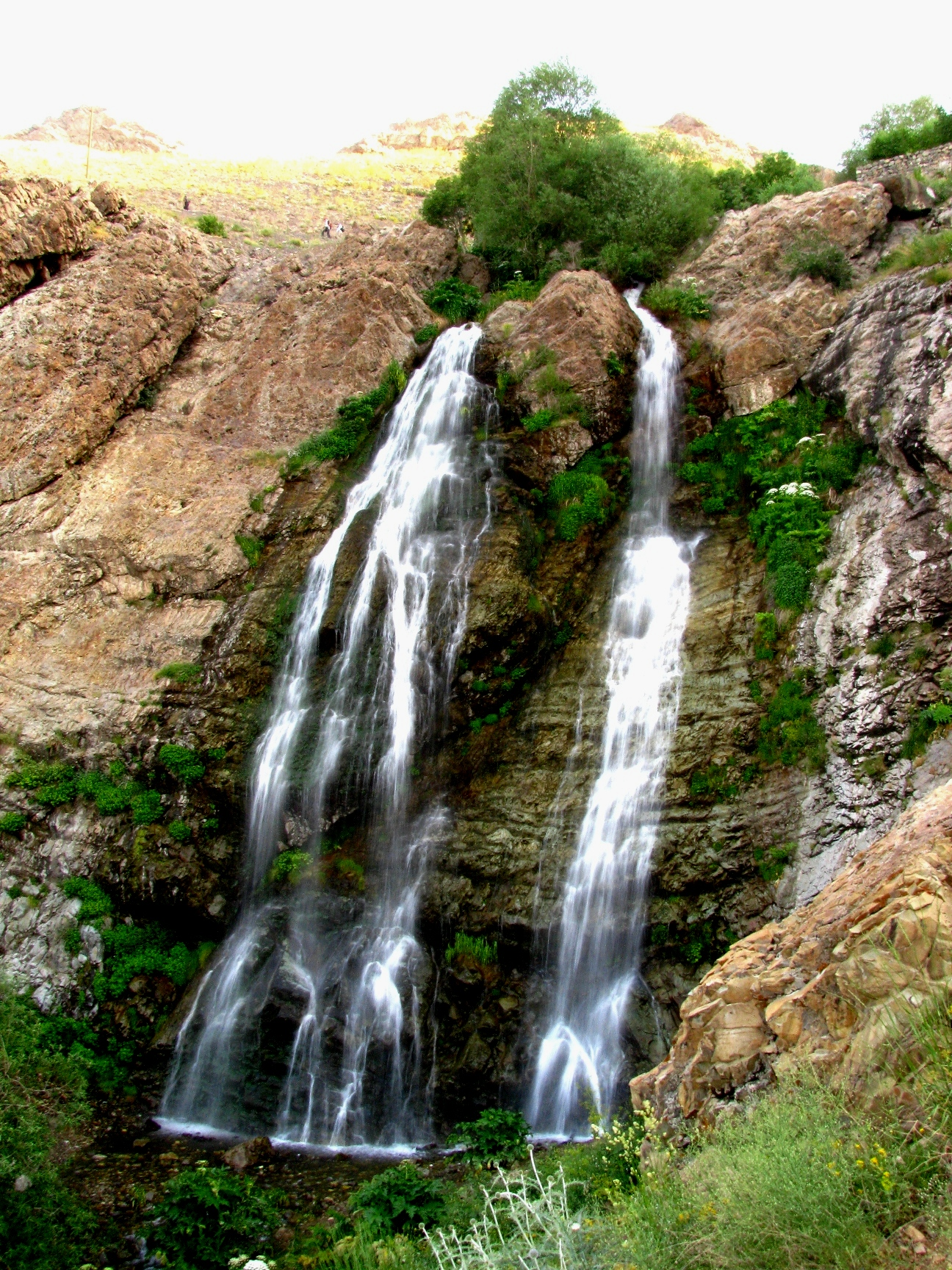
آبشار دوقلو در تیرماه

آبشار دوقلو، آبشاری است در شمال تهران و در مسیر کوهنوردی دربند به توچال. دلیل نام‌گذاری آن، دوشاخه‌شدن آب هنگام ریزش از ارتفاع است. این آبشار همچون سایر آبشارهای فصلی استان تهران مانند آبشار فصلی پیچ آدران در کیلومتر ۱۵ جادّه کرج - چالوس، آبشار سنگان در مسیر امامزاده داوود وآبشار منظریه در ناحیه شمیرانات از ذوب برف‌ها در بهار و تابستان پدید می‌آید.

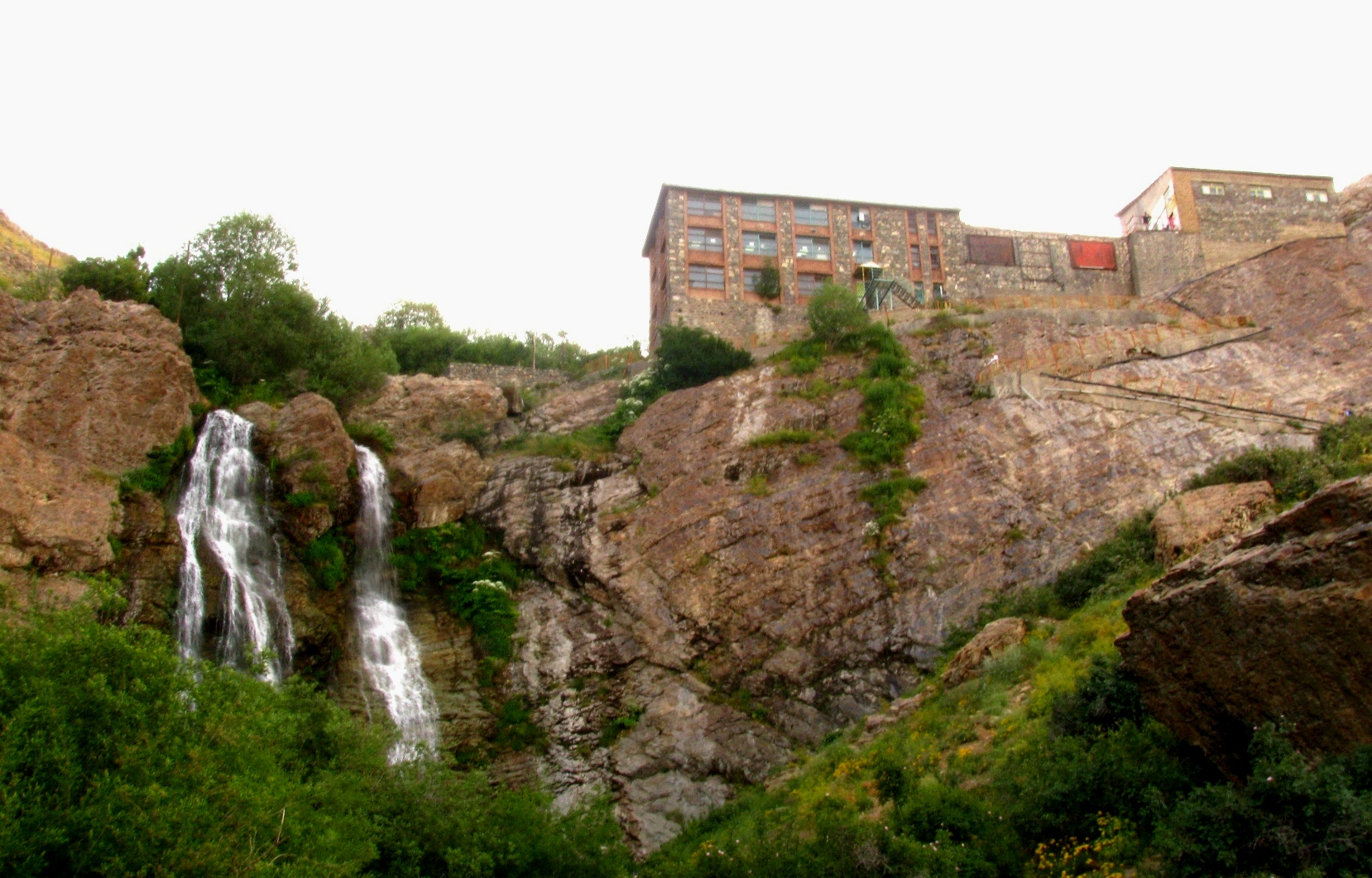
آبشار دوقلو و پناهگاه شیرپلا

## موقعیت
این آبشار در ارتفاع ۲۷۰۰ متری از سطح دریا، نزدیک به پناهگاه شیرپلا و در مسیر اصلی صعود به توچال قرار دارد. ارتفاع تقریبی این آبشار، ۲۰ متر است.

## نقاشی کمال‌الملک
کمال‌الملک، در یکی از آثار خود در سال ۱۲۶۳، این آبشار را به تصویر کشیده‌است.